# Ausleger (Bootsbau)

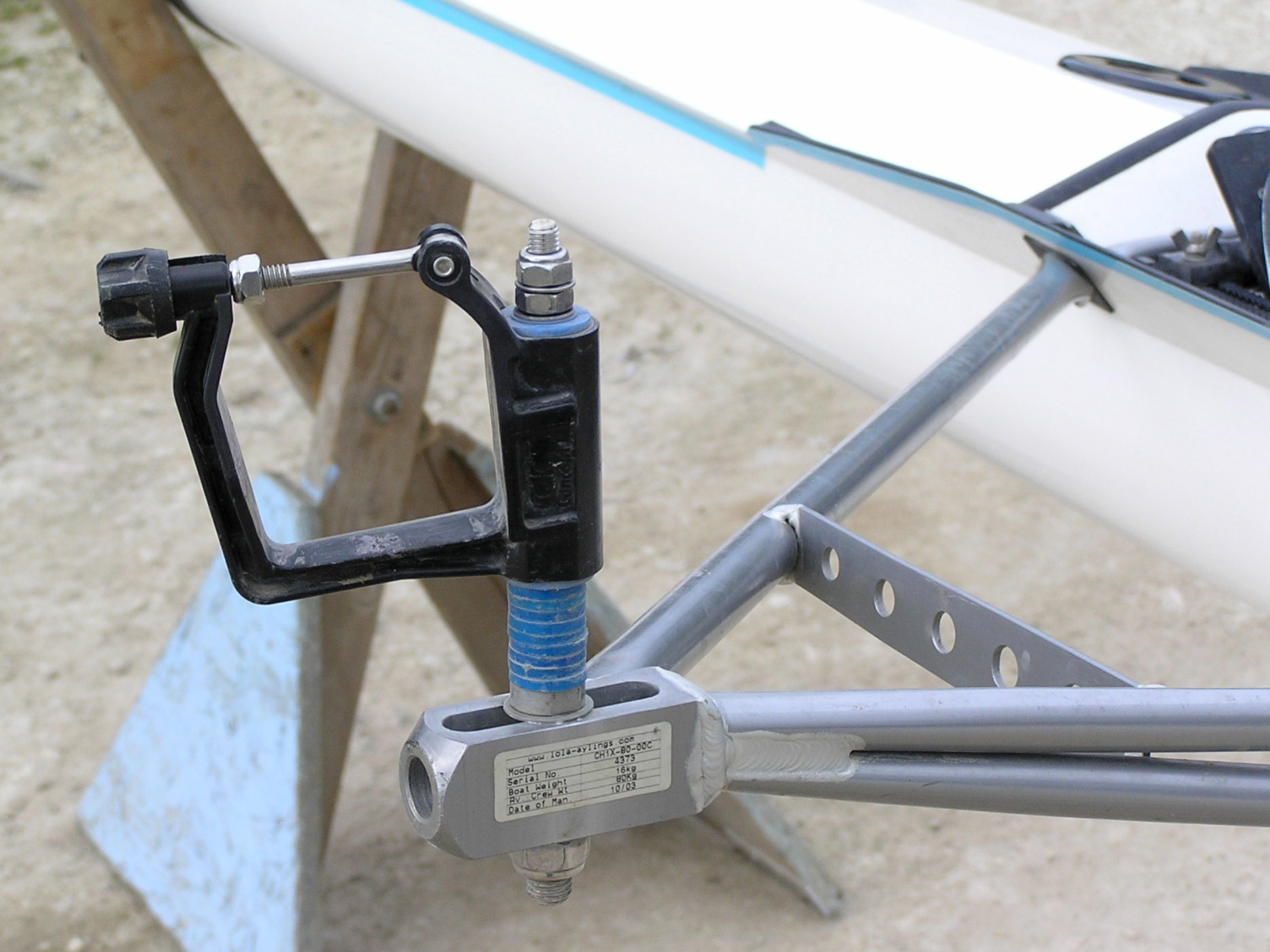
Dolle am Ausleger

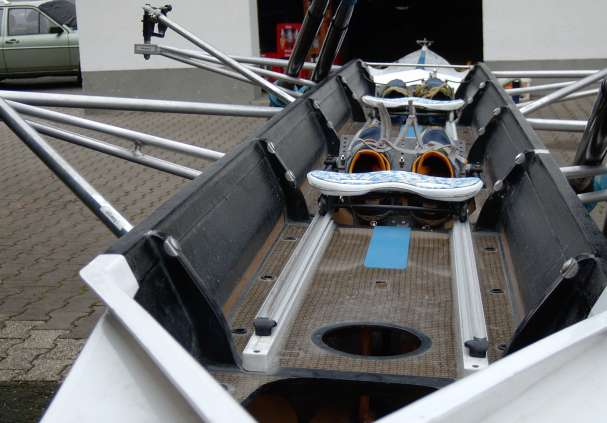
Ausleger mit „5. Strebe“ an einem Doppelzweier

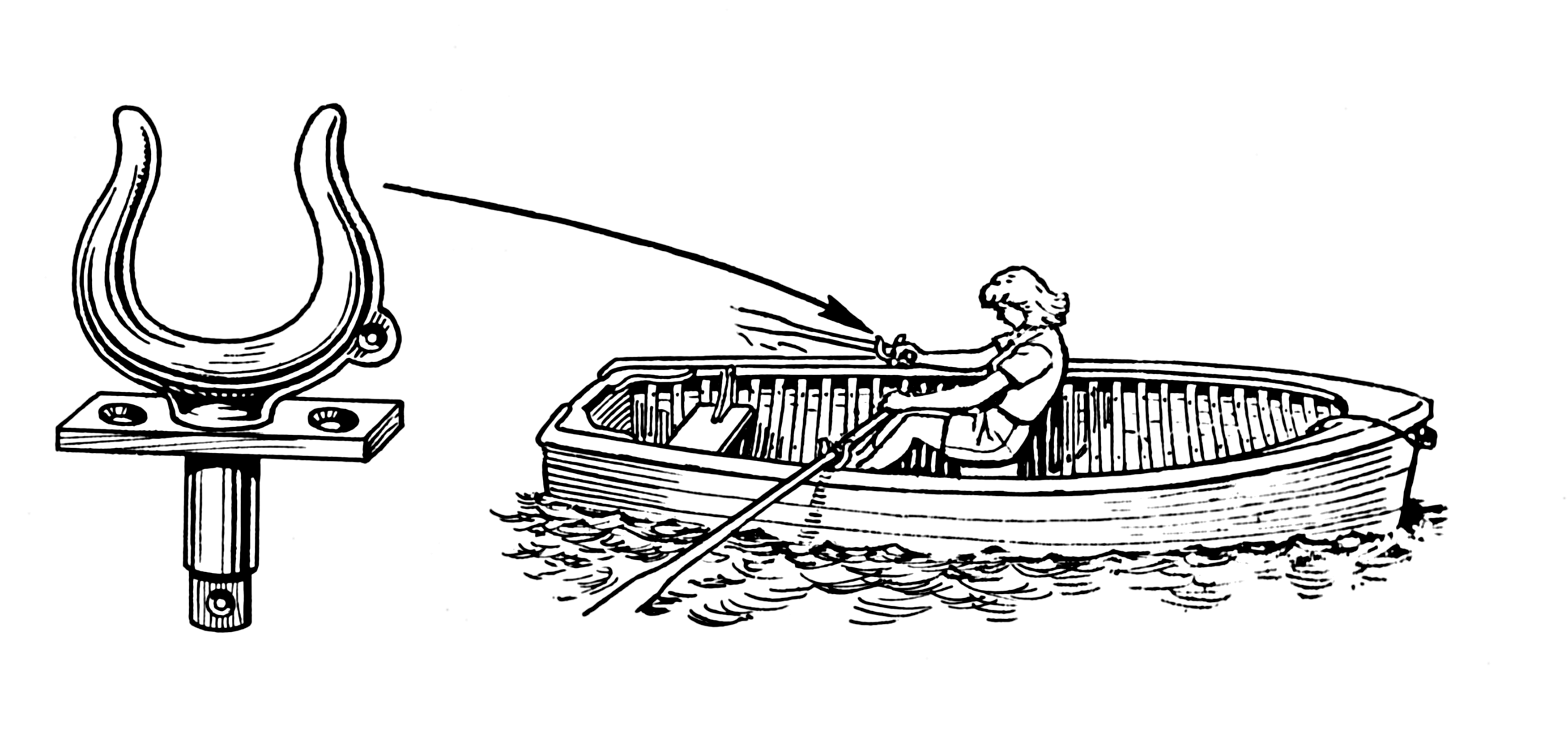
Breites Ruderboot ohne Ausleger: Die Dolle sitzt auf der Bordwand

Ein Ausleger ist eine Konstruktion an schmalen Ruderbooten, mit der die Dolle in dem erforderlichen Abstand zum Ruderboot befestigt wird.
Da für den Abstand von der Dolle zum Ruderplatz gewisse Normwerte einzuhalten sind, muss der Ausleger also umso länger sein, je schmaler das Boot ist. Ausleger für Riemenboote sind größer als solche für Skullboote, da die Riemen länger als die Skulls sind. Bei breiten Ruderbooten ist kein Ausleger notwendig und die Dolle befindet sich direkt auf der Bordwand („Inrigger“).
Bei der Konstruktion von Auslegern spielen insbesondere die Faktoren der hohen Verwindungssteifigkeit, des niedrigen Eigengewichts und der einfachen Einstellbarkeit eine Rolle.

## Einstellung
An den meisten Auslegern kann die Einstellung des Ruderplatzes an den Ruderer angepasst werden („Trimmen“). Die Höhe des Auslegers beeinflusst die Dollenhöhe und dient zur Anpassung an das Körpergewicht und die Körperhöhe des Sportlers. Der Dollenabstand, der den seitlichen Abstand der Dollenstifte vom Kiel des Bootes bezeichnet, wird ebenfalls über den Ausleger angepasst und muss abhängig von der Bootsklasse und dem Leistungsniveau der Sportler eingestellt werden.

## Auslegertypen
Zur Konstruktion des Auslegers können verschiedene Konzepte genutzt werden.

### Konventioneller Zugstrebenausleger
Bis in die 1980er-Jahre gab es fast nur den konventionellen Ausleger, der aus zwei bis vier Streben gebaut und seitlich am Bootskörper montiert wird. Er war zunächst aus Eisen oder Stahl, später auch aus Aluminium gefertigt und ist aufgrund seiner Einfachheit auch heute noch häufig im Einsatz. Neben ein oder zwei nahezu senkrecht zum Bootskörper laufenden Streben wird die Kraft vor allem über ein oder zwei Zugstreben, die diagonal in Richtung des Hecks zeigen, übertragen. Zur Erhöhung der Auslegersteifigkeit wird außerdem häufig eine sogenannte „5. Strebe“ montiert, die oberhalb der Dolle am Dollenstift befestigt wird, zur Bugrichtung des Bootes zeigt und Druckkräfte überträgt. Die Bezeichnung „5. Strebe“ geht darauf zurück, dass der Ausleger selbst lange aus vier Streben bestand und wird auch bei Auslegern mit weniger als vier Streben genutzt.

### Rollausleger
Die Idee des Rollauslegers wurde bereits im 19. Jahrhundert erfunden und patentiert, konnte aber lange Zeit technisch nicht zufriedenstellend umgesetzt werden. Zu Beginn der 1980er-Jahre wurde er erstmals erfolgreich unter anderem durch Volker Nolte und Peter-Michael Kolbe eingesetzt, kurze Zeit später vom Weltruderverband aber wieder verboten.

### Flügelausleger
Es setzte allerdings mit der Entwicklung des Rollauslegers eine Verbesserung des Auslegerkonzeptes im Allgemeinen ein, da zu dieser Zeit auch der sogenannte Flügelausleger erfunden wurde. Dieser wird nicht seitlich am Boot, sondern auf dem Boot montiert und erhöht damit den Abstand der Ausleger von der Wasseroberfläche. Das Ruderboot wird damit robuster gegen Wellenschlag. Der hier beschriebene Flügelausleger besteht meist aus einer einzigen Zugstrebe aus Aluminium oder Kohlenstofffaserverbundmaterialien und wird üblicherweise durch die sogenannte „5. Strebe“ ergänzt. In modernen Rennruderbooten kann durch die Nutzung von Flügelauslegern häufig auf den Einbau von Spanten verzichtet werden, da die Boothülle selbsttragend ist und die am Ausleger wirkenden Kräfte nicht mehr durch Spanten übertragen werden müssen. Ruderboote mit Flügelauslegern sind deshalb erheblich verwindungssteifer als solche mit konventionellen Auslegern, was im Rennrudersport ausdrücklich erwünscht ist. In der Breite haben sie sich etwa seit der olympischen Ruderregatta 2004 durchgesetzt, und andere Auslegertypen im Rennrudersport weitestgehend verdrängt. Der Name des Flügelauslegers geht auf die Ähnlichkeit zu Flügeln an einem Hochdecker zurück.

### Druckausleger
In den 1990er-Jahren wurden die konventionellen Zugstrebenausleger durch neuartige Druckausleger aus Verbundmaterialien ersetzt. Die Kohlenstofffasern konnten die auftretenden Kräfte auch in Druckrichtung übertragen und erlaubten eine direktere Übertragung der vom Ruderer ausgeübten Kräfte auf den Bootskörper. Eine „5. Strebe“ zur Aufnahme von Druckkräften ist bei diesem Ausleger nicht notwendig. Die Druckausleger wurden wie die konventionellen Ausleger seitlich am Boot montiert. Druckausleger sind durch die Nutzung von Kohlenstofffasern wenig robust gegen Beschädigungen und außerdem schwierig einzustellen. Abgesehen vom Rennsport haben und hatten sie keinerlei Bedeutung.

### Druckflügelausleger
Die neueste Entwicklung im Bereich der Ausleger ist der sogenannte Druckflügelausleger. Wie der Flügelausleger wird er auf dem Boot montiert, allerdings als Druckstrebe. Er wird aus Kohlenstofffasern gefertigt und ist bisher nur für Skullboote verfügbar, bei denen die vom Ruderer ausgeübten Kräfte symmetrisch auf beiden Seiten des Bootes wirken. Eine „5. Strebe“ zur Aufnahme von Druckkräften ist bei diesem Ausleger nicht notwendig.